# Es Sebt
Es Sebt è un comune dell'Algeria, situato nella provincia di Skikda.